# Halyna Zubchenko
Halyna Olexandrivna Zubchenko (em ucraniano:  Галина Олександрівна Зубченко; em russo:  Галина Александровна Зубченко; 19 de Julho de 1929 - 4 de Agosto de 2000) foi uma pintora ucraniana, muralista, activista social e membro do Clube da Juventude Criativa. Ela juntou-se ao Sindicato dos Artistas da Ucrânia em 1965.

## Pinturas dos Cárpatos
Entre 1959 e 1964, Zubchenko fez várias visitas às montanhas dos Cárpatos e produziu uma série de pinturas do campo ucraniano e do povo hutsul. Algumas das obras deste período são Moysyuchka, Princesa Paraska, Uma Velha Vidente, Senhora das Montanhas, vários retratos de homens (Proprietário, Hutsul Nicholas, Legin) e crianças (Vasyuta, Vasyuta e seu irmão, Chichko) e as paisagens Acima do Cheremosh, Nuvens caminham acima de Verkhovyna e Noite de sonho.

## Arte monumental

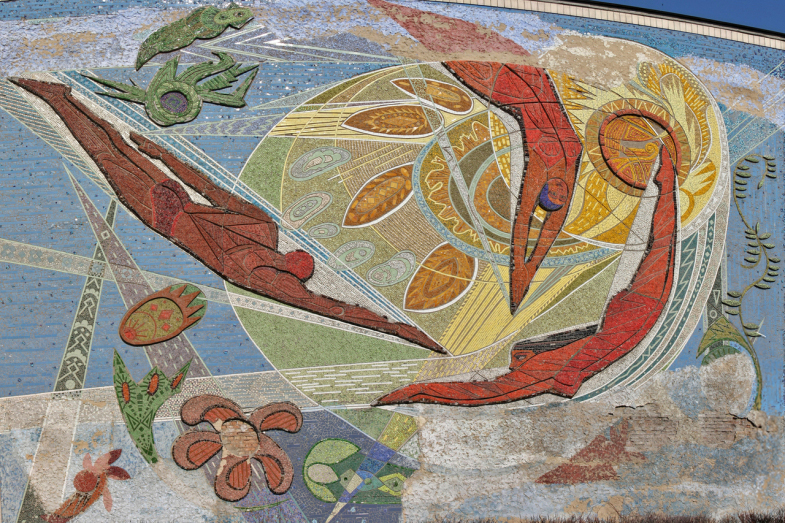
Movimento, (1969). Mosaico. Palácio da Ciência e do Desporto em Svyatoshino, Kiev.

Em 1962, Zubchenko ingressou no Clube da Juventude Criativa (Клуб творчої молоді), um grupo multidisciplinar fundado por Les Tanyuk em 1959 e dedicado a promover a cultura ucraniana. Ela e outros  artistas amigos - Alla Gorska, Nadiya Svitlychna, Victor Zaretsky, Halyna Sevruk e Lyudmila Semykina - criaram uma divisão especializada em artes visuais, dirigida por Veniamin Kushnir.
Em 1964, Zubchenko, Gorska, Opanas Zalyvakha, Semykina e Sevruk fizeram Shevchenko. Mãe, um vitral para a hall de entrada do prédio vermelho da Universidade Nacional de Kiev. Como a obra era considerada "ideologicamente hóstil", as autoridades da universidade mandaram destruí-la.
Em 1965, enquanto trabalhava para a Academia de Arquitetura, Zubchenko foi contratada para decorar as paredes externas da Escola nº 5 em Donetsk. Alla Horska ajudou-a com os esboços para os oito mosaicos, que mediam entre 10 m2 (110 sq ft) e 15 m2 (160 sq ft)  cada. Enquanto trabalhava nos esboços, Zubchenko e Gosrka consultaram o pintor Gregory Sinica, que viria a tornar-se no diretor do projeto. Outros membros do Clube da Juventude Criativa, como Zaretsky, Svitlychna, Gennady Marchenko e Vasil Parakhin colaboraram com eles. Participou na criação dos seguintes painéis monumentais e decorativos: "Espaço", "Elementos da água", "Fogo", "Terra", "Borda do Mineiro" ( "Prometheus"), "Wind and Willow", "Sun", "Subsoil", "Animal World".
Zubchenko casou-se com o pintor Gregory Pryshedko em 1967. O casal trabalhou durante dez anos na decoração de vários edifícios públicos em Mariupol e Kiev - em particular, os institutos da Academia de Ciências da Ucrânia. Eles produziram os mosaicos em grande escala Ucrânia Florescendo (1967, Zhdanov), Movimento (1969, Palárcio da Ciência e dos Desportos em Svyatoshino, Kiev), Vitória (1971, Instituto de Oncologia, Kiev), Ferreiros da Modernidade (1974, Instituto de Pesquisa Nuclear, Kiev), Mestres do Tempo (1975, Instituto de Cibernética, Kiev) e O Triunfo da Cibernética (1977, Instituto de Cibernética, Kiev).

## Galeria

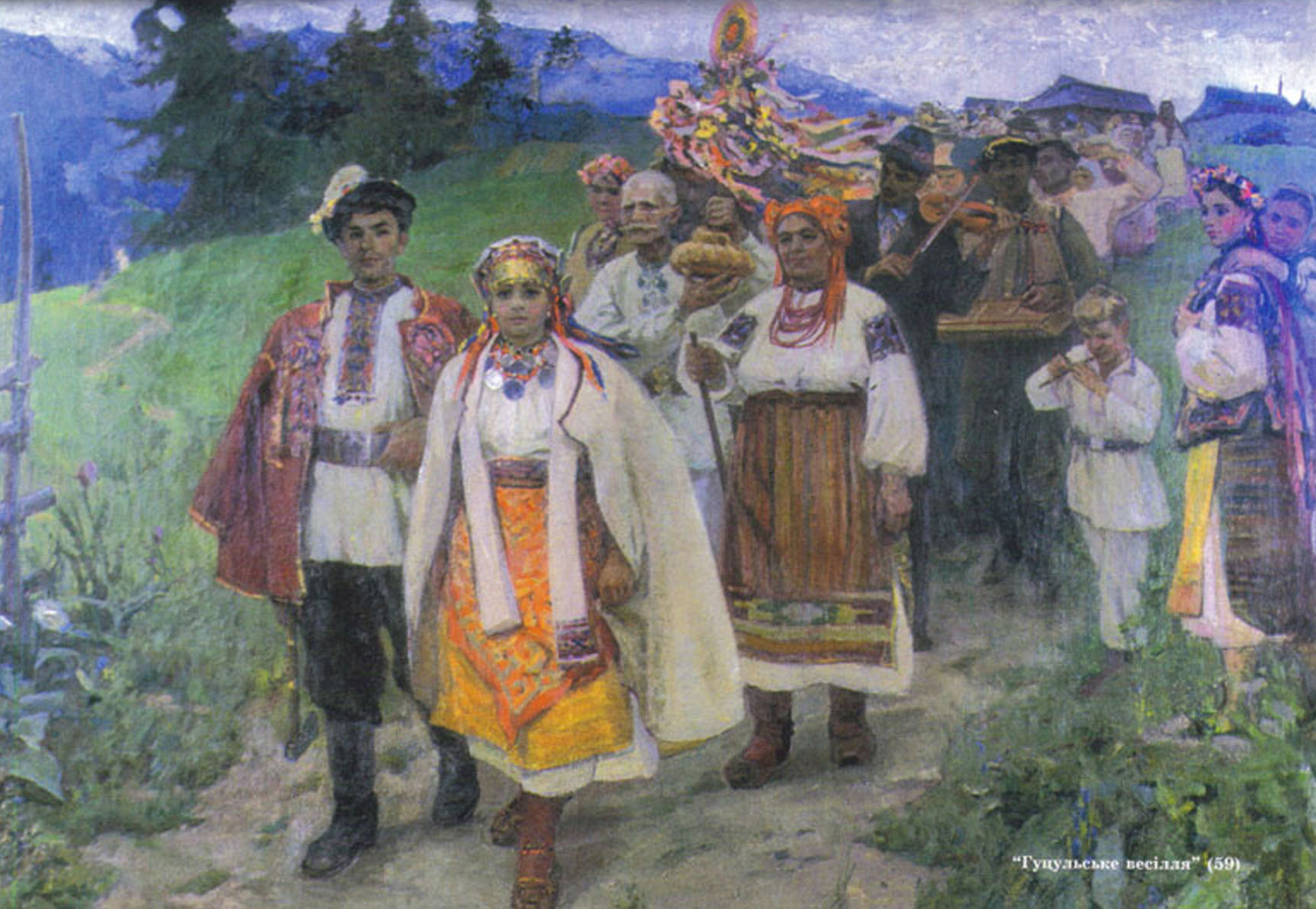
Casamento Hutsul, (1959).
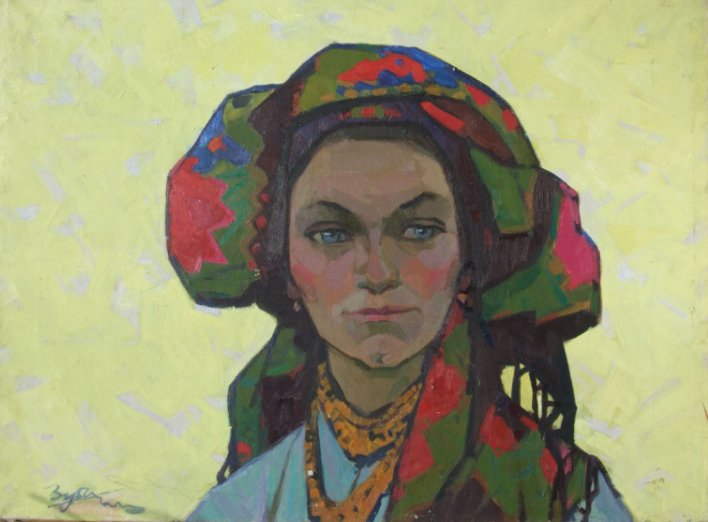
Senhora das Montanhas, (1962)
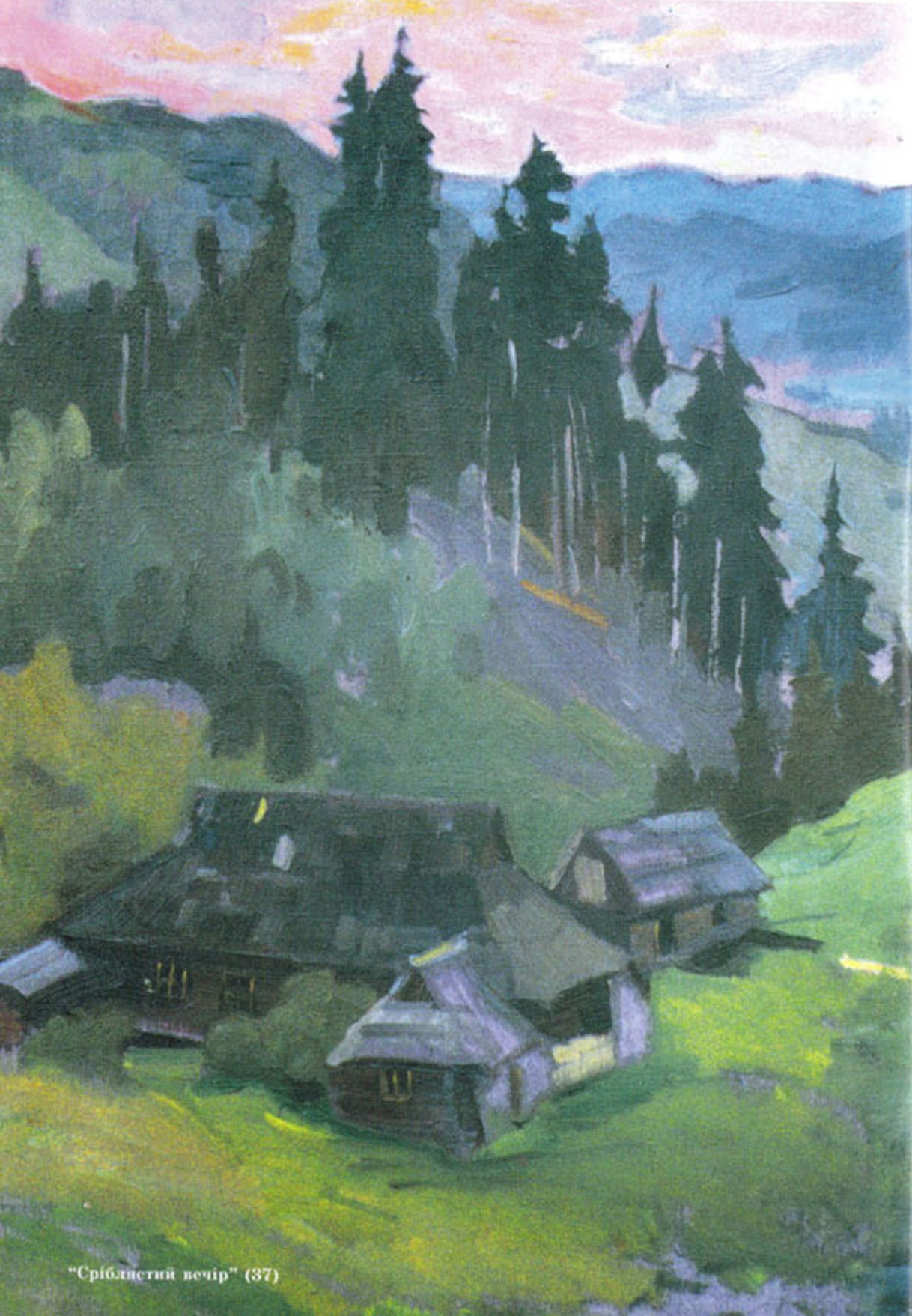
Silver Evening, (1963).
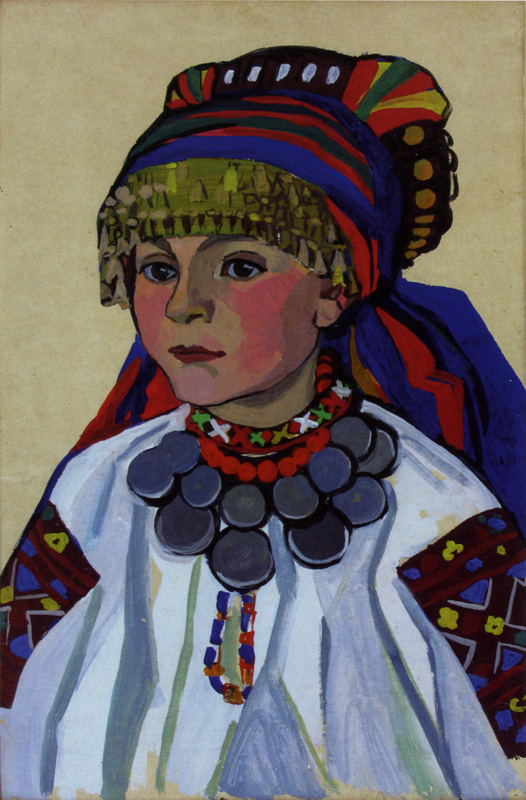
Princesa Gannusya, (1962)